# Мискаров, Арсен Эдуардович
Арсе́н Эдуардович Миска́ров (род. 3 марта 1961, Елгава, Латвийская ССР, СССР) — советский пловец брассом, призёр Олимпийских игр.

## Спортивная карьера
Тренировался у А. Красикова. Двукратный серебряный призёр Олимпийских игр в Москве в плавании на 100 м брассом и комбинированной эстафете 4×100 м, а также бронзовый призёр на дистанции 200 м брассом.
Серебряный призёр чемпионата мира 1978 года в плавании на 200 м брассом.
Трёхкратный серебряный призёр чемпионатов Европы по плаванию 1977 и 1981 годов на дистанциях 100 и 200 м брассом.
3-кратный чемпион СССР (1977-1981).
После завершения спортивной карьеры окончил Латвийский государственный институт физической культуры (1984).